# Wapen van Aostadal

Het wapen van Aostadal.

Het wapen van de Italiaanse regio Aostadal is, als een van de weinige regionale Italiaanse wapens, helemaal niet hetzelfde als de vlag van de desbetreffende regio. Het wapen toont een witte leeuw met een rode tong en rode nagels, in een zwart vlak in het wapen met een gele rand. Boven op het wapen is nog een kroon te zien met vijf rode figuren, vier ronde figuren en een ruitig figuur in het midden.